# يوهان فيلهلم ريتر
جون فيلهلم رايتر (بالألمانية: Johann Wilhelm Ritter) (ولد 16 ديسمبر 1776 – وتوفي 23 يناير 1810) كان عالم كيميائي وفيزيائي ألماني. ولد في هاينو بسيليزيا في بولندا.
يعود الفضل لرايتر بمجال الكيمياء الكهربية واكتشافه الأشعة فوق بنفسجية التي هي جزء من الطيف الكهرومغناطيسي والقضيب الجاف للبطارية الكهربائية. توفي صغيرا في ميونخ، ويبدو أن السبب كان يستعمل جسده للتجارب الكهربية.